# Richard Attenborough
Richard Samuel Attenborough (/ˈætənbɹə/), barón Attenborough de Richmond-upon-Thames (Cambridge, 29 de agosto de 1923-Londres, 24 de agosto de 2014), fue un actor, director y productor de cine británico. Fue presidente de la Real Academia de Arte Dramático (RADA) y de la Academia Británica de las Artes Cinematográficas y de la Televisión (BAFTA). Durante la Segunda Guerra Mundial sirvió en la Unidad de Cine de la Real Fuerza Aérea Británica y filmó diversos bombardeos sobre Europa.
Como director y productor de cine, Attenborough ganó dos premios Óscar por la película Gandhi en 1983. También fue galardonado con cuatro premios BAFTA y otros tantos premios Globos de Oro. Como actor, sus papeles más recordados son en las películas Brighton Rock (1947), The Great Escape (1963), El estrangulador de Rillington Place (1971), Miracle on 34th Street (1994) y Parque Jurásico (1993).
Era el hermano mayor del famoso naturalista David Attenborough.

## Biografía
Creció en el College House del campus de la University College, Leicester, institución de la que su padre, Frederick Attenborough, fue director. Era el mayor de tres hijos (su hermano David es naturalista y su hermano menor, John, fallecido en 2012, fue director ejecutivo de Alfa Romeo). En septiembre de 1939, sus padres adoptaron a dos chicas refugiadas judías, procedentes de las zonas de conflicto.
Durante la Segunda Guerra Mundial, Attenborough sirvió en la Real Fuerza Aérea Británica. Después de una formación básica como piloto, ingresó en la recién creada Unidad de Cine de la Fuerza Aérea en los Pinewood Studios, bajo mando del teniente John Boulting. Apareció junto a Edward G. Robinson en la película propagandística Journey Together (1943). Después se presentó voluntario para volar en la Unidad de Filmación y para ello recibió nueva formación, durante la cual sufrió daños permanentes en el oído. Alcanzó el rango de sargento y voló en diversas misiones sobre Europa filmando desde la posición del artillero de cola para registrar los resultados de los bombardeos británicos.
Attenborough estuvo casado con la actriz británica Sheila Sim desde 1945, con la que tuvo tres hijos. Su hijo Michael Attenborough, también es director. En diciembre de 2004, su hija mayor, Jane Holland, su nieta Lucy, y su consuegra Jane, perdieron la vida en el tsunami causado en 2004 por un terremoto en el Océano Índico.

## Trayectoria

### Actor
Cursó estudios en Leicester y en la Real Academia de Arte Dramático. En 1941 comenzó a trabajar en el teatro, con lo que consiguió su debut en el cine un año después con una cinta bélica de propaganda: In Which We Serve (Sangre, sudor y lágrimas), de David Lean y Noel Coward.
El éxito como actor le llegaría en 1947 con uno de los clásicos emblemáticos del cine británico de la década: Historia de una cobardía, sobre la novela de Graham Greene. El papel de cobarde realizado en este film casi lo dejó encasillado para siempre en su personaje, cuyos rasgos emocionales se perpetuaron, y se demuestran a ratos en cada uno de los filmes posteriores en que actuó, mezclando la cobardía y la inseguridad con la adulación y una fuerte personalidad.
Estos dos papeles, unidos al del asesino adulador de Brighton, parque de atracciones (1947), le encasillaron en ese tipo de personajes en el cine inglés hasta Asuntos privados (A Private Progress, 1956 de John Boulting), con la que dio un salto decisivo en su carrera como actor, convirtiéndose en estrella, y ampliando su registro hacia el melodrama negro, el drama comprometido y/o costumbrista y el cine de aventuras. Pero antes, Attenborough había ido ganando solidez en su estilo interpretativo en títulos como A vida o muerte (1946, de Michael Powell), junto a David Niven y Flora Robson; el clásico melodrama negro The Lost People (1952, de Virgil Vogel), o la superproducción biográfico-histórica The Magic Box (1951), que supuso su primera colaboración con el director John Boulting.
En 1959 secunda a Peter Sellers en otra exitosa película que dirige Boulting (Estás bien, Jack), y al año siguiente coproduce y protagoniza Amargo silencio de Guy Green, retratando el drama del mundo obrero en las figuras de varios mineros rurales. En 1962 repite con Boulting y Sellers en una comedia inolvidable: Juego para dos, en la que también destacaba una deliciosa Mai Zetterling. Ya en 1963 aparece en el cine estadounidense como secundario de lujo con una cinta que se convierte casi inmediatamente en hito: La gran evasión (The Great Escape, de John Sturges), y luego participa en títulos de interés como El vuelo del Fénix (Robert Aldrich, 1965), al lado de James Stewart, Hardy Krüger y Peter Finch; El Yangtsé en llamas (The Sand Pebbles, 1966, de Robert Wise), en compañía de Steve McQueen y Candice Bergen, o la aparatosa y convencional pero no desdeñable El extravagante Dr. Doolittle (1967, de Richard Fleischer), en un reparto que lideraba el gran Rex Harrison.

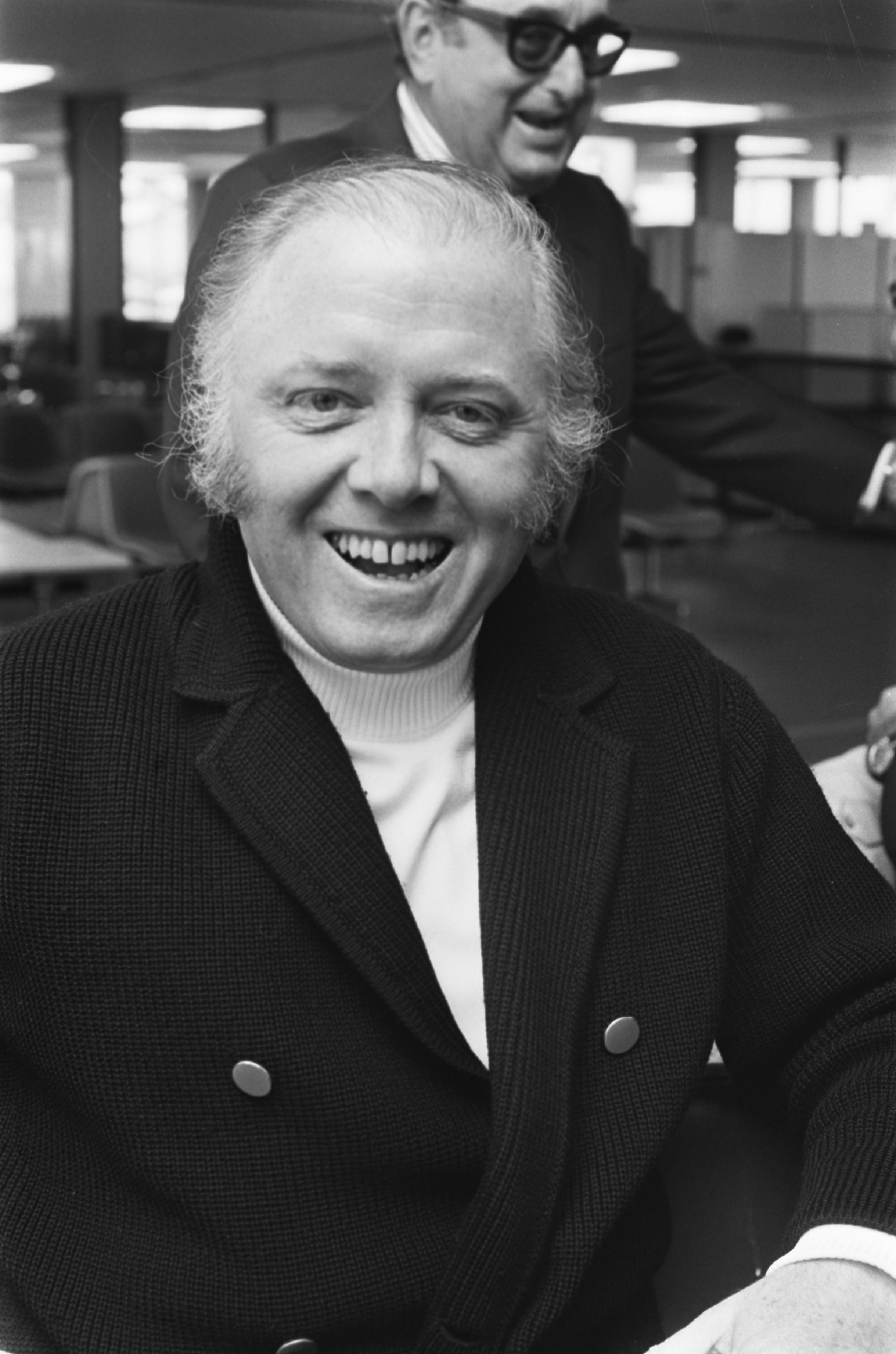
Attenborough en 1975.

En 1964 realiza la que resulta ser su mejor creación de la década, en un film convertido hoy día en emblemático del cine inglés: Plan siniestro, de Bryan Forbes, brillando sobre las actuaciones, por otro lado excelentes, de Kim Stanley y Nannette Newman; luego, sobresale en una pequeña comedia romántica (Los pecados de la sra. Blossom, 1968), y ya en 1971 rueda también en Inglaterra el filme que despide su carrera como actor protagonista -siendo para muchos su mejor interpretación: se trata de El estrangulador de Rillington Place (Rillington Place, de Richard Fleischer), basada en hechos reales. A mediados de los 70 colabora con Otto Preminger en dos títulos de distinto signo: Rosebud (1974) supone un fracaso de crítica y público absoluto, pero El factor humano (1979) es recibida con mayor entusiasmo y todavía hoy se ve con satisfacción. Por último, en 1975 secunda a John Wayne, Mel Ferrer y Lesley Anne Down en el exitoso thriller Brannigan, de Douglas Hickox.
Tras su actuación en una poderosa y algo incomprendida cinta del maestro hindú Satyajit Ray (Los jugadores de ajedrez) en (1977), Attenborough dejó la interpretación por un tiempo, hasta su retorno con una de las cintas más taquilleras de la historia del cine: Parque Jurásico (1993, de Steven Spielberg), y con un fácil remake al año siguiente del clásico navideño de 1947 Milagro en la calle 34. Sus últimas interpretaciones a destacar pertenecen a las películas Hamlet (1996, de Kenneth Branagh), quizá la versión definitiva de la obra de Shakespeare, y Elizabeth (1998).

### Director

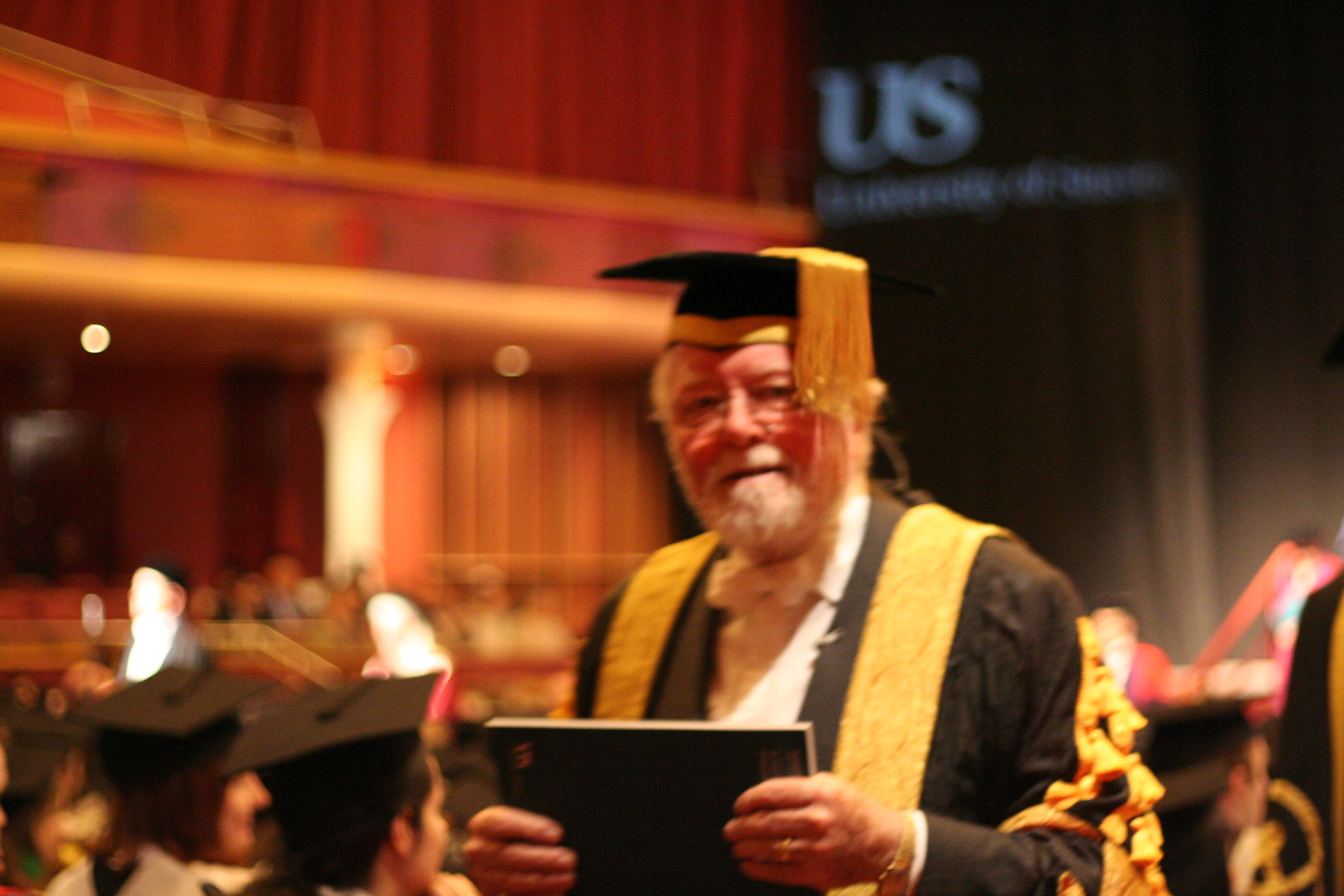
Lord Attenborough CBE.

También destacable como director, su debut en este campo se da con una comedia satírico-musical: ¡Oh, qué guerra tan bonita! (Oh, What a Lovely War!, 1969), que contó con un impresionante desfile de estrellas del cine británico y de Hollywood. A esta siguieron tres títulos de notable valía: El joven Winston (The Young Winston, 1972) sobre los años de juventud de Winston Churchill, donde Attenborough sobresale como director de actores (en este caso, Robert Shaw y Anne Bancroft, entre otros), Un puente lejano (A Bridge Too Far, 1977), la última superproducción con grandes estrellas internacionales como Sean Connery, Michael Caine, Robert Redford y Liv Ullmann, entre muchos otros, dedicada a la Segunda Guerra Mundial, y Magic (íd., 1978), thriller sobrenatural que contiene una de las mejores creaciones de Anthony Hopkins.
No obstante, su consagración definitiva como realizador no llegó sino con  Gandhi (1982), ambiciosa superproducción anglonorteamericana cuyos preparativos y rodaje llevaron al director nueve años de su vida, coronada ese año por un inmenso y merecido éxito en los cines de todo el mundo, y por ser galardonada con ocho premios Óscar en Hollywood. Sus siguientes empeños continuaron en primera línea de calidad y reconocimiento: el musical adaptado directamente de Broadway A Chorus Line (1985); el drama de denuncia titulado Grita Libertad (1987), sobre el apartheid, basado en hechos y personajes reales de Sudáfrica y protagonizado por Denzel Washington y Kevin Kline; el fresco biográfico que catapultó a la fama a Robert Downey Jr. (Chaplin, de 1992), y una especie de biografía del escritor C. S. Lewis que roza el calificativo de obra maestra: Tierras de penumbra (1993), con Anthony Hopkins y Debra Winger. Sin embargo, en 1999 dejó una obra bienintencionada pero menor: Búho gris.

## Fallecimiento
Lord Richard Attenborough falleció el 24 de agosto de 2014 de un paro cardiorrespiratorio, a 5 días de cumplir 91 años de edad.

## Filmografía principal

### Como actor
- Sangre, sudor y lágrimas (1942) de David Lean y Noel Coward
- A Matter of Life and Death (1946) de Michael Powell
- Hell is Sold Out (1951)
- El bebé y el acorazado (1956)
- Objetivo: Banco de Inglaterra (1960)
- La gran evasión (1963) de John Sturges
- El vuelo del Fénix (1965) de Robert Aldrich
- The Sand Pebbles (1966) de Robert Wise
- Doctor Dolittle (1967) de Richard Fleischer
- The Magic Christian (1969)
- Loot (1970)
- El estrangulador de Rillington Place (1971) de Richard Fleischer
- Diez negritos (1974)
- Rosebud (1975) de Otto Preminger
- Los jugadores de ajedrez (1977) de Satyajit Ray
- Parque Jurásico (1993) de Steven Spielberg
- Miracle on 34th Street (1994)
- Un siglo de cine (1994)
- Hamlet (1996) de Kenneth Branagh
- The Lost World: Jurassic Park (1997) de Steven Spielberg
- Elizabeth (1998) de Shekpar Kapur

### Como director
- El joven Winston (1972)
- A Bridge Too Far (Un puente lejano, 1977)
- Magic (1978)
- Gandhi (1982)
- A Chorus Line (1985)
- Cry Freedom (1987)
- Chaplin (1992)
- Shadowlands (Tierras de penumbra, 1993)
- En el amor y en la guerra (1996)
- Grey Owl (Búho gris, 1999)
- Cerrando el círculo (2007)

## Premios
Premios Óscar
| Año  | Categoría      | Película | Resultado |
| ---- | -------------- | -------- | --------- |
| 1983 | Mejor película | Gandhi   | Ganador   |
| 1983 | Mejor director | Gandhi   | Ganador   |

Festival Internacional de Cine de San Sebastián
| Año  | Categoría                      | Película                      | Resultado |
| ---- | ------------------------------ | ----------------------------- | --------- |
| 1960 | Premio Zulueta al mejor actor  | Objetivo: banco de Inglaterra | Ganador   |
| 1964 | Concha de Plata al mejor actor | Plan siniestro                | Ganador   |

## Distinciones honoríficas
- CBE (1967)[11]
- Knight Bachelor (1976)[12]
- Barón (1993)[12]